# Josef Jiří Kolár
Josef Jiří Kolár, vlastním jménem Josef Jiří Kolář, později uváděno Kolar i Kolár (9. února 1812 Praha – 31. ledna 1896 Praha), byl český herec, divadelní režisér, překladatel, spisovatel.

## Život
Josef Jiří Kolář se narodil v rodině pražského měšťana a obchodníka s oděvy. V Praze vystudoval gymnázium a na pražské Karlově univerzitě v roce 1830 začal studovat filozofii. Pobyt na filosofii na něj měl důležitý vliv z hlediska národnostního uvědomění, Kolár začal studovat některé významné české básníky jako F. L. Čelakovského nebo Jána Kollára. S Jánem Kollárem se později osobně setkal a z obdivu k němu si změnil příjmení.
V letech 1833–1836 byl vychovatelem v uherské šlechtické rodině v Budapešti, kde také studoval filozofii a medicínu. Hodně cestoval po Evropě, poznal Německo, Francii, Turecko. Ovládal několik jazyků, byl výborným klavíristou. 

### Divadlo
Po návratu do Prahy jej získal pro divadlo Josef Kajetán Tyl. Vystupoval jako ochotník v českém divadle, poprvé roku 1837 na Kajetánském divadle právě pod J. K. Tylem, který mu svěřil roli Soběbora v Klicperově komedii Hadrián z Římsů. 
Od roku 1837 vystupoval ve Stavovském divadle, poprvé ve hře Hrabě Beňovský anebo Spiknutí na Kamčatce.  V letech 1842–1846 působil v českém i německém souboru Stavovského divadla. Ke Stavovskému divadlu byla postavena přístavba v Růžové ulici, kde se od roku 1842 střídal v režírování českých her s J. K. Tylem.  Docházelo mezi nimi k rozporům v osobní i profesionální rovině.  Proti Tylově chápání divadla jako propagátora českého vlastenectví Kolár podtrhoval nezbytnost psychologické stránky dramatu, pathos a tragické prvky. Kolár byl stále více nespokojen s úrovní repertoáru založeného na komediích a fraškách pro lidové vrstvy. Rozhodl se napsat vlastní drama a v roce 1846 měla premiéru jeho hra Monika. Při uvedení jeho druhé hry Žižkova smrt v listopadu 1850 došlo v přeplněném divadle k politické manifestaci a hra byla brzy zakázána.  Po Tylově odchodu ze Stavovského divadla v roce 1851 Kolár rozvinul plně svůj herecký i dramaturgický program, orientovaný na světovou klasiku a soudobé drama. V roce 1859 byl jmenován vrchním režisérem české činohry ve Stavovském divadle.  Když se v roce 1864 české Prozatímní divadlo osamostatnilo od Stavovského divadla i organizačně, kvůli osobním neshodám zůstal ve Stavovském divadle jako člen německého souboru a působil zde až do svého penzionování v roce 1866.
Na podzim téhož roku byl jmenován vrchním režisérem a uměleckým ředitelem Prozatímního divadla, nadále vystupoval i jako herec.  Zůstal tam až do roku 1873, kdy odešel na odpočinek. V divadle vystoupil několikrát pohostinsky. 
Patřil ve své době mezi herce nejvýznačnější v Praze. Projevoval se výraznými gesty a pózami, na jevišti působil mohutným dojmem. Řadu rolí hrál po boku své manželky Anny Kolárové, rozené Manětínské (1817–1882). K jeho nejslavnějším úlohám patří shakespearovské postavy Lear, Shylock, Romeo, Jago, Hamlet nebo Mefisto v Goethově Faustu, Franz v Schillerových Loupežnících. Ve vlastním dramatu Pražský žid hrál kata Mydláře.
V roce 1881 převzal nakrátko funkci dramaturga Národního divadla. Vystoupil tam čtyřikrát pohostinsky v roce 1884 v rolích Shylocka a kata Mydláře. 

### Literární činnost
Vrcholem jeho mnohostranné činnosti bylo herectví, i když velké zásluhy si získal i uváděním (a překlady) Shakespeara na české jeviště. Dále překládal Schiller, Goetha a další autory. Sám napsal 13 dramat, vesměs křiklavě romantických tragédií, opírajících se navíc silně o cizí vzory. Mezi nejoblíbenější patřily hry Pražský žid a Primátor s tématy z české historie. 
Jeho povídková a románová tvorba stejně jako básně – až na výjimky – neměly zřetelnější úspěch. Začal psát už v roce 1837. Své příspěvky publikoval v zpočátku časopise Česká včela, kromě románu Hudební idealistové také básně satirické básně s názvem Blesky a plesky aneb: Ideál a život. Během revoluce 1848 napsal báseň Píseň svobody oslavující češství. Nejprve byla vytištěna na letácích, později byla doplněna Smetanovou hudbou a začaly ji zpívat dobrovolnické revoluční oddíly a studentská legie. První knižní vydání Kolárových próz se datuje do roku 1854, kdy pod titulem Sebrané romány J.J.K. byly zahrnuty čtyři novely Libuše v Americe, Pražská čarodějnice, Malíř Rainer a Cesty života. V roce 1879 vyšla jediná Kolárova sbírka poezie pod střízlivým názvem: Básně J. J. K. Kniha obsahuje asi 60 básnických skladeb rozdělených do pěti oddílů. 
Některými svými pracemi (např. román Pekla zplozenci, či povídka U červeného draka) se řadí mezi autory české literatury typu fantasy a horor.

### Osobní život
Byl ženat s Annou, rozenou Manetinovou (1817–1882), herečkou Stavovského divadla.  V roce 1863 manželka těžce onemocněla, od roku 1877 byla po záchvatu mrtvice upoutána na lůžko. Od té doby žil Kolár v ústraní a věnoval se literatuře. Jejich dcera Augusta Auspitz-Kolářová (1844–1878) byla koncertní pianistka.
Josef Jiří Kolár zemřel na zápal plic v pražské Všeobecné nemocnici. Pochován byl na Olšanských hřbitovech.
Druhé křestní jméno přijal z obdivu k G. G. Byronovi. Dalšími vzory mu byli E. T. A. Hoffmann a Jean Paul, ve filozofii Hegel.

## Citát
Působení páně Kolárovo jest známo, tím milejší bylo by zajisté každému bývalo, kdyby v tém dni Shakespearovy oslavy byl v řadě herců a na prvním místě jich stál. Pan Kolár rozhodl jinak, odstoupil od českého divadla, – upouštíme ode všech poznámek a naše upomínka zde budiž důkazem, že vážíme sobě vždy, co vážnosti hodno... Pan Kolár byl na českém jevišti prvním Koriolanem, prvním Learem, Shylockem, Falstafem atd., atd., on sám znázornil veliké postavy Shakespearovy, podržíme ho v milé památce po tu dobu, až se k nám zase vrátí. 
Jan Neruda

## Dílo divadelní

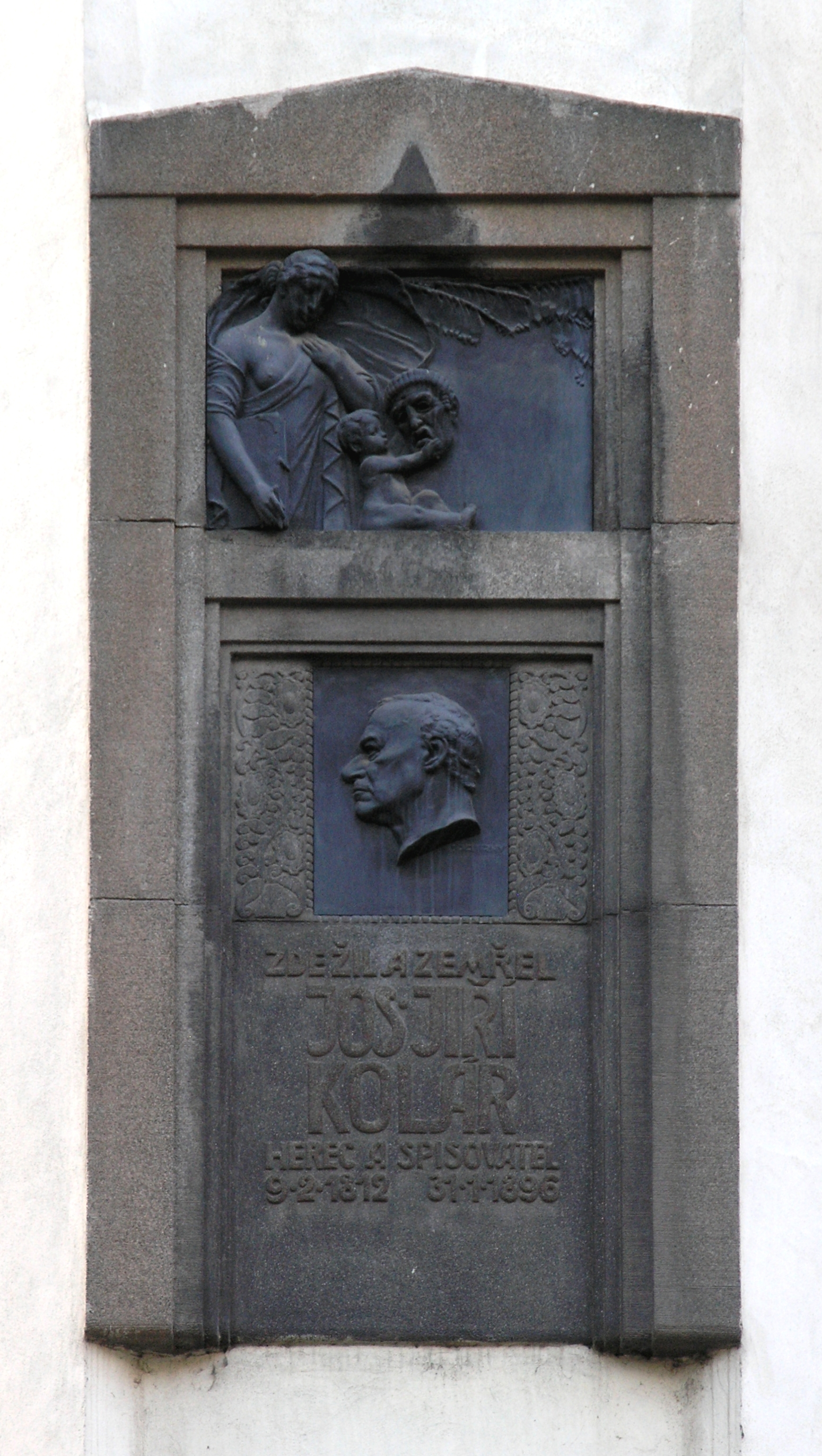
Pamětní deska v Praze v ulici Na Zderaze

### Autorské práce
- Monika, premiéra (1846), tragédie inspirována Hegelovou Fenomenologií ducha
- Žižkova smrt, premiéra (1850), historická tragédie
- Magelona, premiéra (1852)
  - rozhlasová adaptace: dramaturg: Josef Hlavnička, hudba: Miloš Vychytil, rozhlasová úprava a režie: Hana Kofránková, natočeno v roce 1992, účinkují: Ljuba Krbová, Petr Haničinec, Petr Štěpánek, Otakar Brousek st., Jan Vlasák, Eliška Balzerová, Jaroslav Kepka, Michal Pavlata, Vlastimil Zavřel, Taťjana Medvecká, Boris Rösner, Stanislav Oubram, Karel Zich, Jiří Binek, Irena Hrubá a Pavel Karbusický.[12]
- Vysloužilci (1858), oslava vojáků bojujících pod vedením maršálka J. J. V. Radeckého
- Mravenci (1869), veselohra
- Tři faraónové (1867), fraška
- Dejte mi čamaru (1869), fraška, nepříliš úspěšná
- Pražský žid, premiéra (1871), historické drama z doby pobělohorské
- Smiřičtí (1882), historické drama
- Primátor (1883), historické drama
- Královna Barbora (1884), historická tragédie
- Umrlčí hlava (1884), drama
- Mistr Jeroným (1886), historické drama, cenzurováno
- Ďáblova legenda (1891), veselohra

### Překlady
- Hamlet (1855), od Shakespeara
- Kupec benátský (1859), od Shakespeara
- Macbeth (1868), od Shakespeara
- Zkrocení zlé ženy (1872), od Shakespeara
- Faust (jen první díl, 1855), od Goetha
- Loupežníci , od Schillera

## Literární dílo
- Muzikanti, čili Ďábel ve fraku (1867)
  - v časopise Česká včela vycházel na pokračování pod názvem Hudební idealistové
- Sebrané romány (1854–1861), povídky historicko-fantastické
- Pekla zplozenci (1862). Dostupné online.
- V staré Praze (1888)
- Světem bludů (1889)
- Povídačky veselého studenta s červenou karkulkou (1850)
- Básně (1879)